# Álvaro Velásquez
Álvaro Velásquez Bálcazar (Bello, 8 de mayo de 1946 - Medellín, 28 de agosto de 2014) fue un músico, compositor y percusionista colombiano, fundador de El Combo de las Estrellas.

## Biografía
Álvaro Velásquez estudió en Medellín música y percusión. En 1964 comenzó su carrera musical formando el grupo de Los Falcons más tarde pasó a ser miembro de Los Graduados junto con su hermano el baterista Gabriel Ramíro Velázquez "El Chengue" y con Gustavo Quintero. En 1975 fundó el grupo musical del El combo de las estrellas donde tuvo fama y estilo musical con el cantante Jairo Paternina.
En 1975 compuso El preso grabada por Fruko y sus tesos y cantada por Wilson Saoko. Además compuso Tonterías grabada por The Latin Brothers, La libertad cantada por Marvin Santiago, Ya para qué y Lárgate Manuel interpretadas por Sonora Dinamita y Levántate Mujer  de la Charanga Típica Latina.
En 2002 abandona su carrera musical. El 28 de agosto de 2014 fallece en Medellín de cáncer de pulmón.